# Mexicana

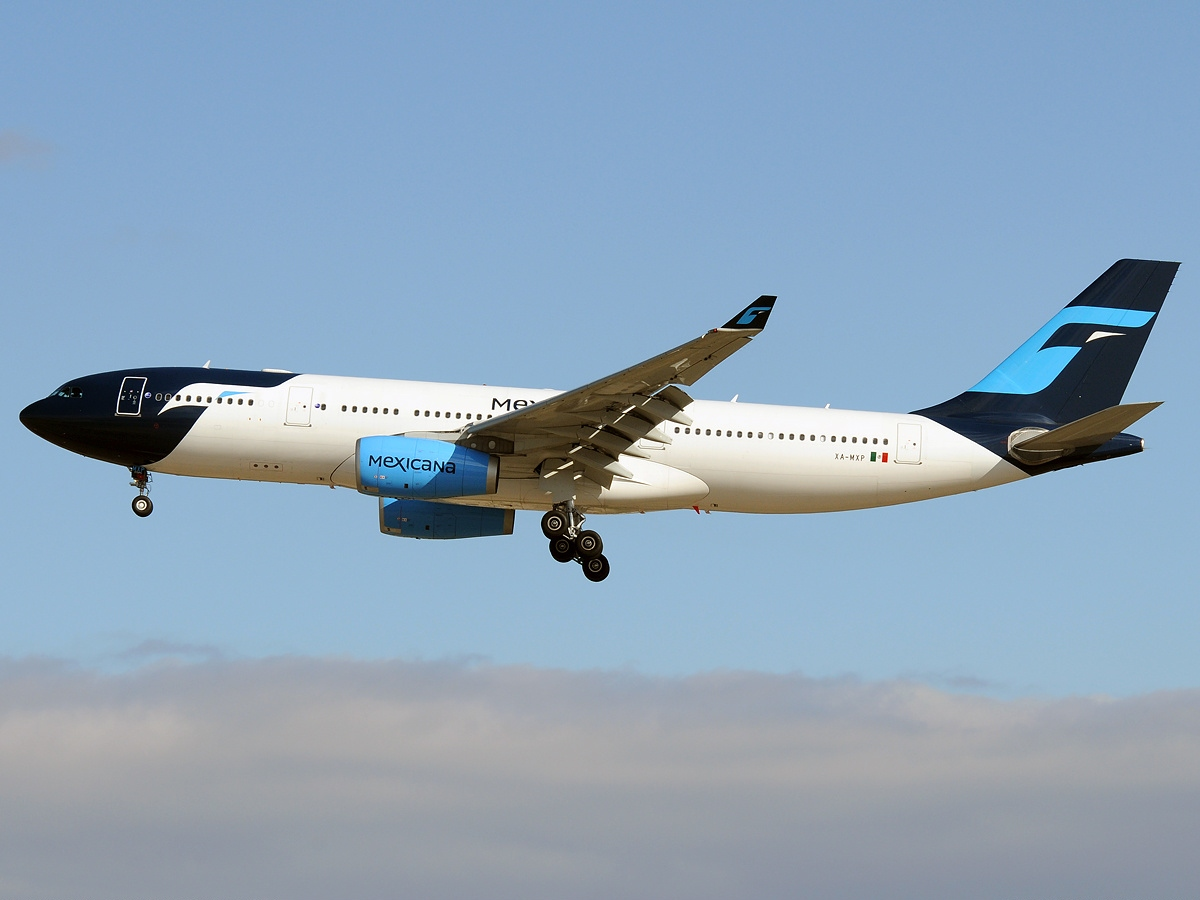

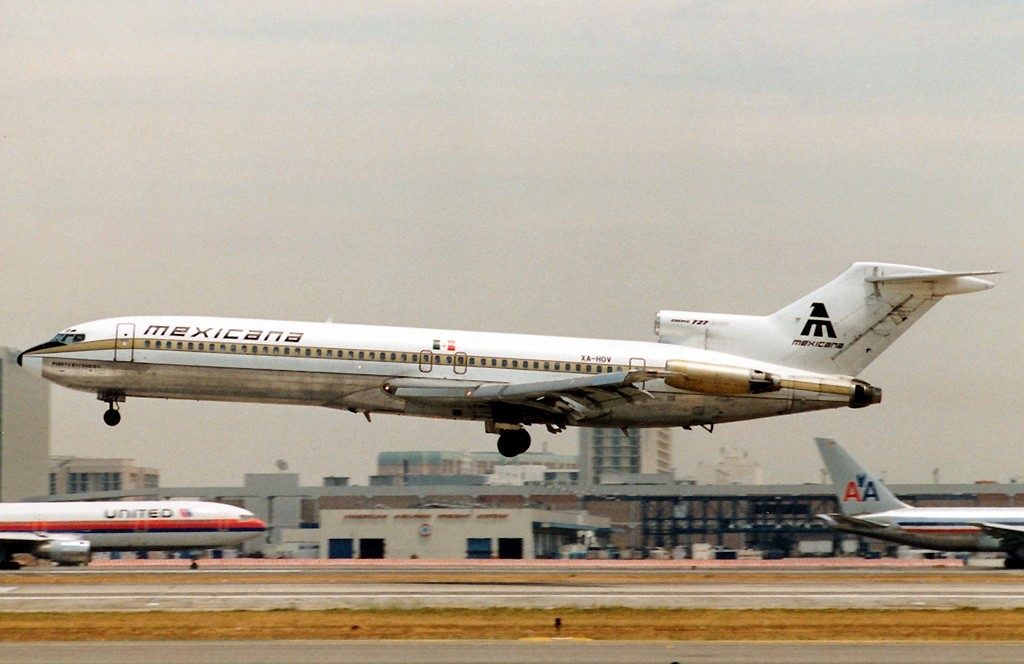

Mexicana (официальное название — Compañía Mexicana de Aviación, S.A. de C.V.) — ранее действовавшая мексиканская авиакомпания, крупнейший в прошлом авиаперевозчик страны по количеству перевезенных пассажиров. Выполняла полёты в Северную и Центральную Америку, на острова Карибского моря и в Европу. Старейшая авиакомпания Северной Америки. 10 ноября 2009 года Mexicana вступила в альянс Oneworld.

## История

### 1921—1960
Компания была образована 12 июля 1921 года двумя гражданами США, когда компания «Compañía Mexicana de Transportación Aérea, S.A» была допущена к выполнению полётов по маршруту Мехико-Тампико правительством Мексики. Целью этого была доставка денежных средств к нефтяным месторождениям вблизи Тампико. Первыми самолётами авиакомпании были два двухместных биплана Линкольн Стандарт. Позже авиакомпания стала перевозить почтовые отправления и осуществлять аэрофотосъёмку. В 1924 году «Compañía Mexicana de Transportación Aérea, S.A» была выкуплена «Compañía Mexicana de Aviación». В феврале 1929 Джуан Трип, основатель компании Pan Am, стал основным акционером компании, после чего Mexicana стала выполнять свой первый международный рейс по маршруту Мехико-Туспан-Тампико-Браунсвилл (США).
В 1930-х годах Mexicana увеличила число своих маршрутов и усовершенствовала обслуживание. Был открыт маршрут Браунсвилл-Гватемала с остановкой в Веракрусе, Икстепеке и Тапачуле. Также были запущены полёты в Коста-Рику, Сальвадор и Кубу, а сотрудничество с Pan Am позволило выполнять полёты в Никарагуа и Панаму. В 1936 году Mexicana стала первой иностранной авиакомпанией, выполняющей полёты в Лос-Анджелес. Флот авиакомпании расширился за счёт покупки восьми новых Fairchild FC2s и трёх Fokker F10s.
Сороковые годы характеризуются бурным ростом внутримексиканских маршрутов компании, хотя был открыт и международный маршрут Мехико-Гавана. А покупка самолётов DC-4 позволила сделать маршрут Мехико-Лос-Анджелес беспосадочным. В следующем десятилетии Mexicana развивалась достаточно медленно, но были приобретены несколько самолётов DC-6s и была открыта собственная школа стюардесс.

### 1960—1990
В 1960-х Mexicana купила 3 реактивных De Havilland Comet, первый полёт на которых состоялся 4 июля 1960 года по маршруту Мехико-Лос-Анджелес. Но владельцем компании всё ещё оставалась Pan Am, и новые реактивные самолёты были призваны заменить Boeing 707, но они не оправдали ожиданий руководства Pan Am. Несмотря на использование современных самолётов, конкуренция была очень жёсткой, и к концу 1960-х над компанией нависла угроза банкротства. Несмотря на трудности, компания всё же получила свои первые Boeing 727, но позже в 1969 году два самолёта этого типа были потеряны в катастрофах (близ Монтеррея и Мехико).
В 1971 году Mexicana начала выполнять рейсы в Сан-Джуан и Денвер. В это время компания обладала самым большим флотом реактивных самолётов (19 самолётов) в Латинской Америке и эксплуатировала самое большое число самолётов Boeing 727 за пределами Соединённых Штатов.
В 1982 году правительство Мексики выкупило 58 % акций компании, а в августе 1989 года полностью национализировало авиаперевозчика. В 1984 году было закончено строительство новой штаб-квартиры компании, своим видом напоминающей авиадиспетчерскую вышку. В марте 1986 года с одним из Боингов 727, принадлежавших компании, произошла катастрофа. Самолёт, следовавший в Пуэрто-Вальярту, внезапно загорелся и упал в горах западного Мехико, при этом все пассажиры и члены экипажа погибли.

### 1990—2010
В начале 1990-х рынок авиаперевозок Мексики перестал регулироваться государством, поэтому у авиакомпании появились новые конкуренты. Чтобы идти в ногу со временем, компания приобрела несколько Airbus A320 в 1991 году и Fokker F100s в 1992. В середине 1990-х в связи с девальвацией мексиканского песо авиакомпания попала в сложное финансовое положение, после чего последовала смена руководства. Mexicana была вынуждена отказаться от нескольких нерентабельных маршрутов и использования самолётов DC-10. Взамен были открыты новые маршруты. Начали выполняться полёты в Лиму, Перу, Буэнос-Айрес и Монреаль. Чтобы успешно выполнять полёты по этим маршрутам, компания взяла в лизинг Boeing 757, который был гораздо современнее DC-10. В это же время Mexicana начала сотрудничество с United Airlines, что позволило вступить ей в 2001 в Star Alliance. Уже в 2004 компания покинула этот альянс из-за банкротства United Airlines.
В 2005 году авиакомпания была выставлена на продажу правительством Мексики и 25 ноября была продана мексиканской сети отелей Grupo Pasadas за 165,5 миллионов долларов. В 2008 году Mexicana получила официальное приглашение для вступления в Oneworld, причём спонсором выступала испанская компания Iberia. 10 ноября 2009 года компания официально присоединилась к альянсу Oneworld.

### 2010
Компания объявила банкротство по мексиканскому и американскому законам о банкротстве 3 августа 2010 одновременно в Мексике и США. Банкротству предшествовал спор с профсоюзами. Был объявлен долг в размере 125 млн долларов. 5 августа 2010 иск о банкротстве был подан в Верховный суд Квебека. После этого авиакомпания свернула свою деятельность, приостановив продажу билетов и объявив о прекращении отдельных маршрутов. Переговоры с персоналом о возможном соглашении о новых условиях труда в обмен на долю в капитале компании не привели к успеху, и после 89 лет деятельности компания объявила о полном прекращении полётов с 28 августа 2010. Авиаперевозчик предложил скидки на авиабилеты для пассажиров, которых затронуло прекращение деятельности. Группа American Airlines также присоединилась к перевозке таких пассажиров.

### 2023
26 декабря 2023 года авиакомпания Mexicana возобновила свою деятельность, выполнив полёт из Мехико в Тулум на Boeing 737-800 (б/н XA-ASM)

## Флот
На ноябрь 2009 года флот авиакомпании Mexicana состоял из 66 самолётов следующего типа:

## Пункты назначения

### Европа
- Англия
  - Лондон
- Испания
  - Мадрид

### Северная Америка
- Канада
  - Калгари
  - Эдмонтон
  - Монреаль
  - Торонто
  - Ванкувер
- Мексика
  - Мехикали
  - Тихуана
  - Сан-Хосе-дель-Кабо
  - Тустла-Гутьеррес
  - Мехико
  - Леон
  - Акапулько
  - Гвадалахара
  - Пуэрто-Вальярта
  - Морелия
  - Монтеррей
  - Оахака-де-Хуарес
  - Канкун
  - Сакатекас
- США
  - Чикаго
  - Далас
  - Денвер
  - Фресно
  - Лас-Вегас
  - Лос-Анджелес
  - Майами
  - Нью-Йорк
  - Окленд
  - Орландо
  - Сакраменто
  - Сан-Антонио
  - Сан-Франциско
  - Сан-Хосе
  - Вашингтон

### Карибские Острова
- Куба
  - Гавана

### Центральная Америка
- Коста-Рика
  - Сан-Хосе
- Сальвадор
  - Сан-Сальвадор
- Гватемала
  - Гватемала
- Панама
  - Панама

### Южная Америка
- Аргентина
  - Буэнос-Айрес
- Бразилия
  - Сан-Паулу
- Колумбия
  - Богота
- Венесуэла
  - Каракас